# René Verreth
René Florentine Jozef Verreth (Mechelen, 29 februari 1940) is een Vlaams acteur.

## Biografie
De tweeling René en Manu Verreth werd geboren op 29 februari in Mechelen, waardoor ze officieel maar één keer om de vier jaar jarig zijn. Ze waren verbonden aan het Mechels Miniatuur Teater aldaar.
René studeerde drama aan het Koninklijk Conservatorium in Brussel en kreeg er onder andere les van Nand Buyl en Leo Dewals. Enkele medestudenten waren medespelers Tuur De Weert, Jaak Van Assche en Tessy Moerenhout uit De Collega's, Gilda De Bal, Josse De Pauw, Chris Cauwenberghs, Luk van Mello, Magda De Winter en Luc Springuel.
Zijn bekendste rol is die van Philemon Persez in De Collega's. Zijn tweelingbroer Manu speelde Jomme Dockx in die serie. Hij speelde rollen in Het Pleintje, Heterdaad (stafhouder), Thuis (commissielid), Spoed (Çois Geboers in 2000, Roland in 2002) en De Kotmadam (acteur).
In 1987 presenteerde hij samen met zijn broer Manu Pak de poen, de show van 1 miljoen op de openbare omroep. Op de vooravond van de oprichting van de eerste Vlaamse commerciële tv-zender VTM (1989) pakte de toenmalige BRT uit met een grootschalige live-show in samenwerking met de Nationale Loterij: Pak De Poen - De Show van Eén Miljoen. De show liep in het honderd: René en Manu Verreth drukten zich uit in een kaduuk soort ambtenarentaal, de studiolichten vielen uit, knoppen die de kandidaten moesten gebruiken om af te drukken deden het niet, afstandsbestuurde wagentjes voor een van de showproeven werden gestoord door draadloze microfoons, de presentatoren worstelden met de spelregels én dus ook met de jury, en de BRT-telefooncentrale toonde zich van de meest nukkige kant. Bovendien vergat René Verreth de naam van Percy Sledge, de wereldberoemde soulzanger. Nadien zouden nog afleveringen volgen van de show, maar die werden gepresenteerd door Luc Appermont.
In 2012 stond Verreth op de CD&V-lijst van Lier bij de gemeenteraadsverkiezingen, maar hij werd niet verkozen.

## Cameo
Hij heeft een cameo in het Kiekeboe-album De Haar-Tisten, geschreven door Merho. In het album belt Kiekeboes vrouw, Charlotte, een "collega" van Kiekeboe op om te horen of hij overuren maakt. René Verreth neemt de telefoon op in de gedaante van Persez uit De Collega's, en antwoordt in het voor hem typische taalgebruik.